# Lady Susan
Lady Susan er en brevroman af den engelske forfatter Jane Austen. Hun skrev den i 1795, men den blev først udgivet i 1871. 
Romanen består af 41 breve og en afslutning. Den smukke og charmerende enke, Lady Susan, leder efter passende, dvs. rige, ægtemand til sig selv og sin sekstenårige datter, Frederica Vernon. Hendes kolde og beregnende adfærd på ægteskabsmarkedet belyses gennem de breve, som romanens karakterer skriver og modtager fra hinanden.
| Bog | Spire Denne artikel om bøger og tidsskrifter er en spire som bør udbygges. Du er velkommen til at hjælpe Wikipedia ved at udvide den. |